# Богд
Богд (монг.: Богд) сомон в Баянхонгорському аймаці Монголії. Територія 3,983 тис. км²., населення 3,2 тис. чол.. Центр – селище Хорцулт розташовано на відстані 651 км від Улан-Батора, 129 км від Баянхонгора. Школа, лікарня, культурний та торговельно-обслуговуючий центри.

## Клімат
Клімат різкоконтинентальний, середня температура січня -17 градусів, липня +22 градуси 

## Рельєф
Поєднання степу та гірської місцевості. Гори Іх Богдин оргил (4000 м), Нарийн хар (1632 м), Баруун хуц (1464 м), Бор овоч (1401 м). Річки Туйн гол, Баруун, Дунд та інші.

## Тваринний світ
Водяться муфлони, вовки, лисиці, сніжні барси.

## Корисні копалини
Сіль та інші природні ресурси